# NGC 803
NGC 803 je galaksija u zviježđu Ovan.

## Vanjske poveznice
- SEDS: NGC 803